# خانات جغتای
خان‌نشین جغتای، که با نام اُلوس جغتای نیز شناخته می‌شود، خان‌نشینی مغولی و سپس ترک‌تبار بود که شامل سرزمین‌های تحت فرمانروایی جغتای خان، پسر دوم چنگیز خان، و نوادگان و جانشینانش می‌شد. این خان‌نشینی در اوج خود در اواخر قرن سیزدهم، از رود آمو در جنوب دریای آرال تا رشته‌کوه آلتای در مرز مغولستان و چین امروزی امتداد داشت و تقریباً با منطقه‌ای که زمانی توسط قراختایی‌ها (دودمان لیائوی غربی) اداره می‌شد، مطابقت دارد.
مورخان از این منطقه با عنوان جته نیز یاد کرده‌اند.
در ابتدا، حاکمان خان‌نشین جغتای حاکمیت خان بزرگ را به عنوان حاکمیتی برتر رسمیت می‌شناختند،[۱۵] اما در زمان سلطنت قوبلای خان، غیاث‌الدین براق دیگر از دستورات خان مغول اطاعت نمی‌کرد. از سال ۱۳۶۳ میلادی، جغتایی‌ها به تدریج ماوراءالنهر را به تیموریان واگذار کردند. بغلم روی آنها کاهش یافت و به سرزمین مغولستان معروف شد که تا اواخر قرن پانزدهم دوام داشت و در آن زمان به خان‌نشین یارقند و خان‌نشین تورپان تقسیم شد. در سال ۱۶۸۰ میلادی، سرزمین‌های باقی‌مانده جغتای استقلال خود را به خان‌نشین جونغار از دست دادند. سرانجام، خان‌نشین کومول، بخش خودمختاری از چین که در طول دودمان چینگ در سال ۱۶۹۶ تأسیس شد و توسط نوادگان جغتای خان اداره می‌شد، در دوره جمهوری چین در سال ۱۹۳۰ منحل شد و به این ترتیب دودمان جغتای پایان یافت.

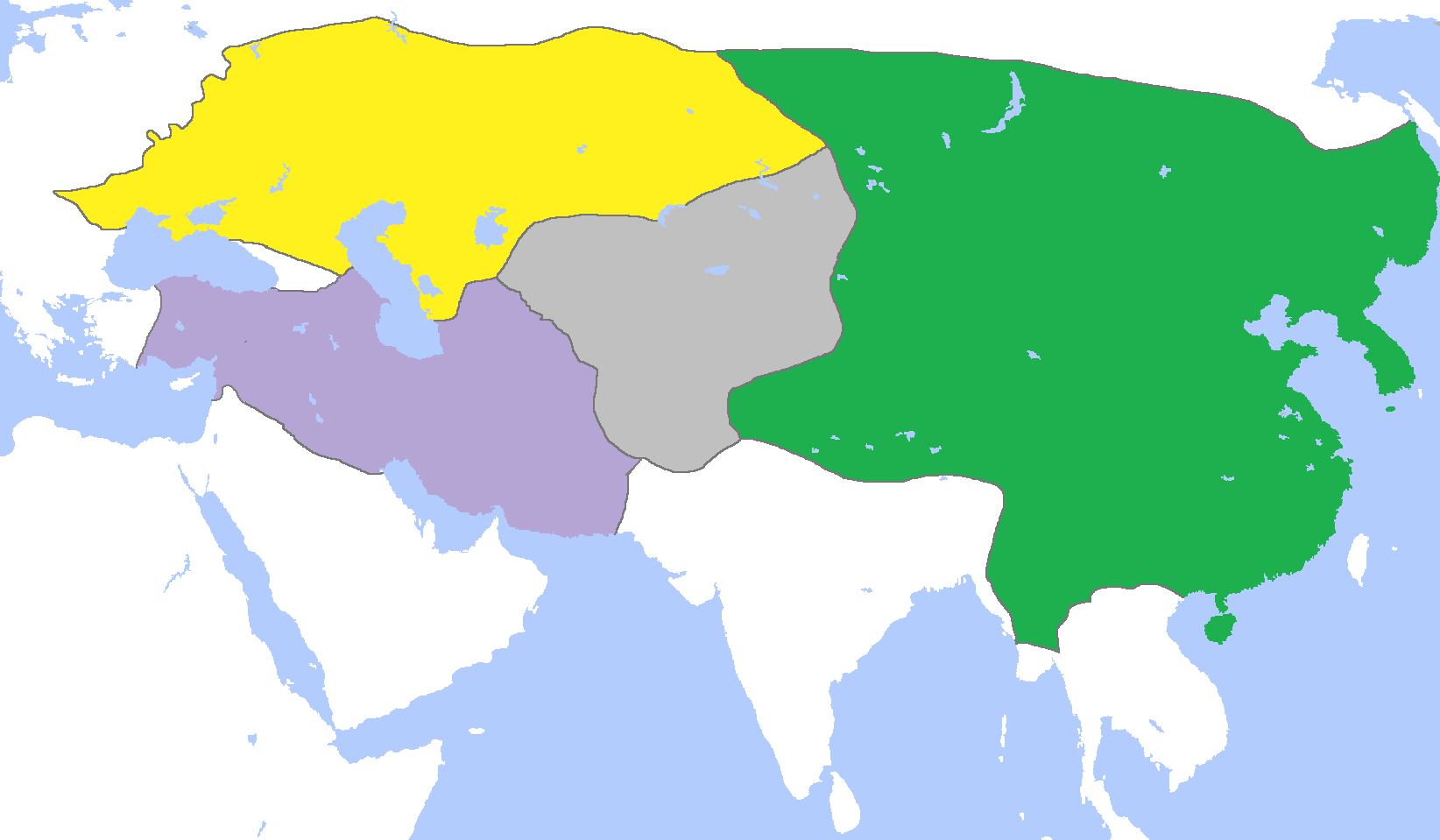
چهار خانات مغول